# Johann Jacob Löwe
Johann Jacob Löwe   (Viena, 1629 (<31 de juliol de 1629) - Lüneburg, 1703) fou un compositor i organista alemany.
Va tenir la primera formació musical a la cort de Viena, on va ser molt influït per l'estil italià. Estudià amb Heinrich Schütz a Dresden i el 1655 fou nomenat director de cort a Brunsvic i Wolfenbüttel. El 1633, amb el suport de Schütz, desenvolupà el mateix càrrec a Zeitz i, finalment, des de 1682 fins a la seva mort, fou organista a Lünenburg.
Malgrat que en la seva qualitat de director musical escriví moltes òperes, començant amb Annelinde, aquestes no han arribat als nostres dies. Per contra, el seu nom va unit, a les moltes composicions vocals i a les obres instrumentals que produí.

És especialment significatiu com a compositor de les més antigues suites alemanyes conservades amb una simfonia introductòria basada en la sonata de cambra italiana, però d'altra manera disposada lliurement: Les seves Synfonien, Intraden, Gagliarden, Arien, Balletten, Courante i Sarabanden.